# عالم هاري بوتر

شعار السلسلة

هاري بوتر (بالإنجليزية: Harry Potter)‏ هو شخصية خيالية في سلسلة من سبعة كتب للكاتبة البريطانية ج. ك. رولنغ التي تحكي حكاية الصبي الساحر هاري بوتر، منذ اكتشافه لحقيقة كونه ساحراً، وحتى بلوغه سن السابعة عشر، فتكتشف ماضيه وعلاقاته السحريّة وسعيه للقضاء على سيد الظلام لورد فولدمورت، وترافق سلسلة الكتب سلسلة من ثمانية أفلام تحمل نفس عناوين الكتب، إن أحداث هذا الفيلم تدور حول ولد يسمى هاري بوتر، يُقتل والداه ووالدته وهو طفلٌ صغيرٌ على يد اللورد (فولدمورت) سيد الظلام. حققت سلسلة هاري بوتر نجاحاً هائلاً منذ صدور الجزء الأول منها وهو هاري بوتر وحجر الفلاسفة في 26 حزيران (يونيو) من عام 1998، وتُرجمت إلى معظم لغات العالم الحية ومنها اللغة العربية، ويستطيع هاري بوتر الانتقال من عالم الواقع إلى عالمه أو المسمى «عالم هاري بوتر» وهو عالم سحري لا يمكن إلى للسحرة أو ذوي القدرة الخارقة دخوله، وتتواجد العديد من الأشياء المفصلة في هذا العالم والتي سوف يتم شرحها في المقالة.

## جغرافيا

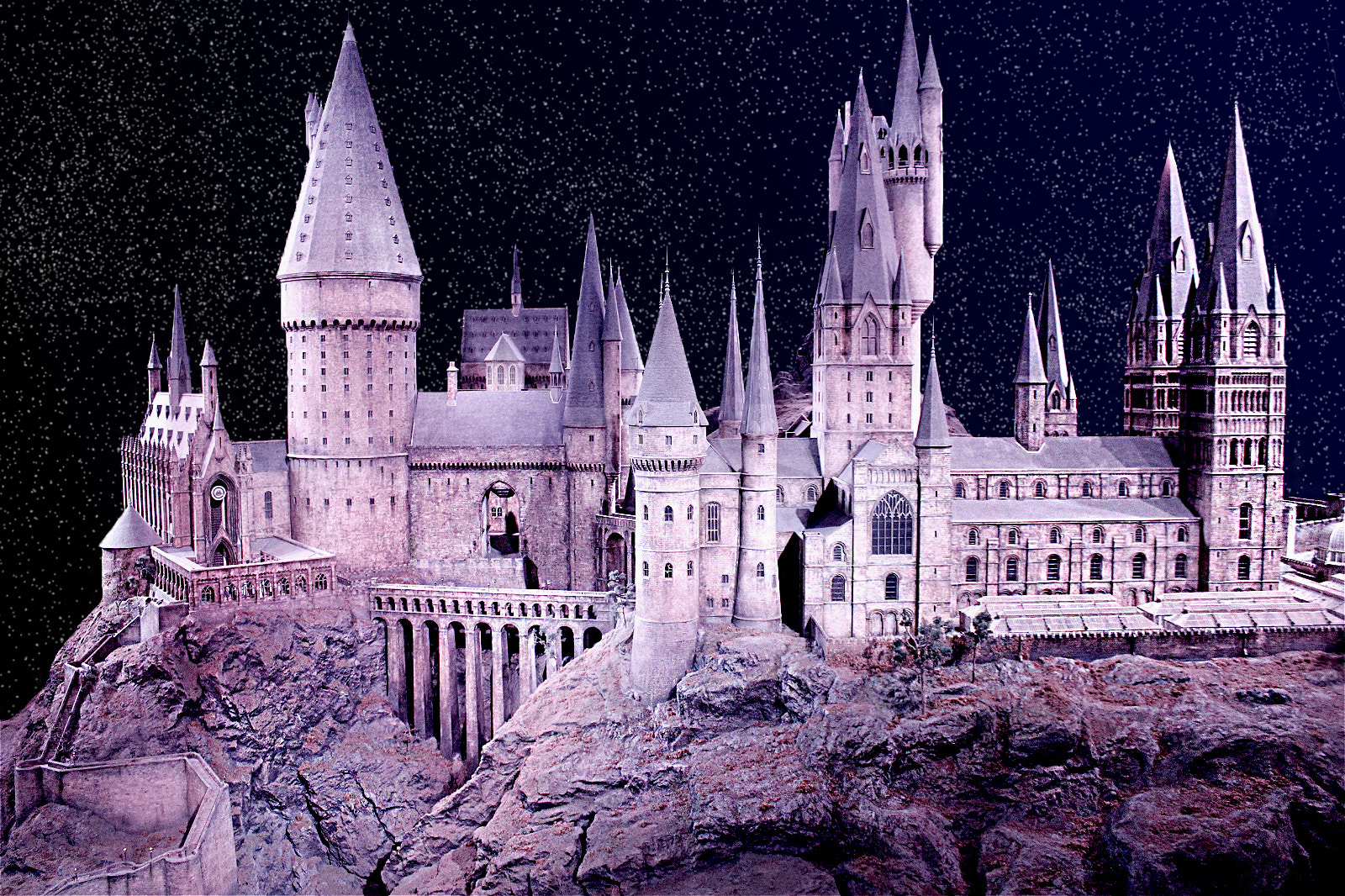
منزل هوغوورتس

لا توجد أراض منفصلة عن الواقع أو يمكن تحديدها بشيء مثل الخريطة على سبيل المثال وأنما هناك بوابات داخل العالم الواقعي تمكن السحرة من الدخول عن طريقها إلى عالم هاري بوتر ولا يستطيع غير السحرة أو الماغل دخولها، وتعد هوغوورتس مركز عالم هاري بوتر أو المكان الأهم به، حيث تجري معظم الأحداث هناك.
توجد أيضًا أماكن سحرية داخل العالم الحقيقي وتحديدا لندن، ومن هذه الأماكن هي وزارة السحر، مستشفى سانت مونغو للأمراض والإصابات السحرية وغيرها، توجد أيضًا أماكن داخل عالم هاري بوتر لكنها غير سحرية مثل بريفيت درايف، المنطقة الذي يسكن بها هاري بوتر مع عمه وعمته وأبنهما عندما يذهب لقضاء عطلاته المدرسية.

## المعدات السحرية

هاري بوتر ماسكا العصا السحرية مرتديا الزي الخاص بالسحرة

تقوم قبعة التنسيق بتوزيع الطلاب في هوجوورتس على أربعة فرق حسب نواياهم ومشاعرهم وصفاتهم ويشرف على تعليم وإرشاد هذه الفرق 4 أساتذة، كل واحد منهم يرشد فريقا من الفرق الأربعة، ويستخدم الطلاب أو السحرة المبتدئين معدات سحرية عدة مثل العصا السحرية والمكنسة الطائرة وعباءة الخفاء وكتاب إرشادات سحرية يعطى للمبتدئين في حال نسوا التعويذة السحرية المطلوبة في موقف صعب، ويرتدون زيا خاصا تعطيه المدرسة لهم، وألوان هذا الزي دائما تحتوي على اللونين الأسود والبنفسجي.

## النباتات والحيوانات في عالم هاري بوتر
يعد عالم هاري بوتر موطنا للعديد من الحيوانات والنباتات، وغالبا ما تكون مؤلفة عن طريق الفلكلور مثل العفاريت، توجد العديد من الحيوانات في عالم هاري بوتر ومنها:التنانين، العمالقة، البوم وخاصة البوم الثلجي، والقطط وغيرها الكثير.
تمتلك النباتات الطويلة قوى سحرية وغير طبيعية، ويخفي السحرة هذه الكائنات لكي لا يراها الماغل أو البشر، ولكن يسمح للبوم، والقطط، والجرذان والضفادع بالدخول والخروج إلى العالم الحقيقي وإظهار قواهم أمام البشر كما لوحظ بالجزء الأول من السلسلة وهو هاري بوتر وحجر الفلاسفة، حيث كان ألبوم يرسل رسائل دعوة من دمبلدور إلى هاري بوتر يدعوه فيها لدخول هوغوورتس ولكن كان عم هاري بوتر يمزقها أو يحرقها عن عمد بسبب كرهه له، ويجب أن يمتلك السحرة حيوان معهم لكي يمارسوا السحر حيث سيكون الحيوان الذي اختاروه مهما لهم ويجب أن يكون بومة أو قط أو ضفدع وأختار هاري أن يملك بومة.

## الحكومة والسياسة

### الحكومة
وزارة السحر هي من تحكم العوالم السحرية، ويقع مقرها في لندن، ولكن مع مرور الوقت، يبدء الفساد فيها يزداد ويزداد ويستمر بالأرتفاع، فيصل الفساد فيها لدرجة أنها بدئت لا تعلم ماذا يحدث في العوالم السحرية، لتصل إلى الدمار والإنهيار عند قيام فولدمورت من جديد.

### العلاقة مع عالم الماغل (الغير سحريين)
يحافظ العالمين على علاقة وثيقة، وأحيانا يهرب بعض السحرة من أكلة الموت إلى عالم الماغل بشكل مؤقت وأحيانا العكس، ويأتي السحرة في بداية دراستهم السحر من العالم الحقيقي إلى عالم هاري بوتر.

## الألعاب والرياضة

شعار لعبة الكويديش

اللعبة المنتشرة والأكثر شيوعا في عالم هاري بوتر هي الكويدتش وتعتبر من أقدم وأشهر الألعاب المعروفة في عالم السحرة، تُقام لها بطولات داخل المدارس وبطولات عالمية أيضًا، تقوم مبارايات الكويدتش بين فريقين يتكون كل فريق من سبع لاعبين في مراكز مختلفة كل فريق يتكون من باحث، وحارس، وضاربين أثنين وثلاثة مطاردين، وهي شبيهة نوعا ما بلعبة كرة القدم الأمريكية من حيث القواعد.
وتلعب كالآتي: تقوم المباراة في ملعب بيضاوي الشكل، في طرفية البعيدين ثلاث حلقات متفاوتة الارتفاع، على ارتفاع خمسين مترًا من الأرض، تمثل المرمى عن طريق ثلاث أطواق الأوسط هو الكبير والجانبيين بنفس القطر تبدأ المباراة بصافرة الحكم وينطلق اللاعبون، يبدأ المهاجمون بإمساك الكوافل والتقدم بها وإن لم تمنعهم كرات البلادجر من التقدم يستمرون بالتقدم حتى يصلوا للمرمى ويسددو الكرة فيه وبهذا يكسب الفريق المسجل عشر نقاط تضاف إليهم ويحاول الضاربون منع المهاجمين من التقدم عن طريق ضرب البلادجر بهراوات خشبية لإيقاف تقدمهم، وتستمر المباراة على هذا النحو حتى يمسك الباحث بالسنيتش وعندما يمسك بها أحد الباحثين تنتهي المباراة ويكسب فريقه 150 نقطة وعندها تحصى النقاط والفريق الذي يملك أكبر عدد نقاط يفوز بالمباراة ولكن أحيانا تستمر المباراة أشهر حتى يمسك أحد اللاعبين بالسنيتش وأحيانا يخسر من يمسك بالسنيتش مثل نهائي كاس العالم بالكويدتش حيث أمسك كرام السنيتش ولكن بلغاريا خسرت المباراة بالنقاط، لكل منزل من منازل هوجوورتس لديه فريق خاص به وهم جريفندور (الذي يعد هاري بوتر باحثا فيه) وسليذرين ورافنكلو وهافلباف.

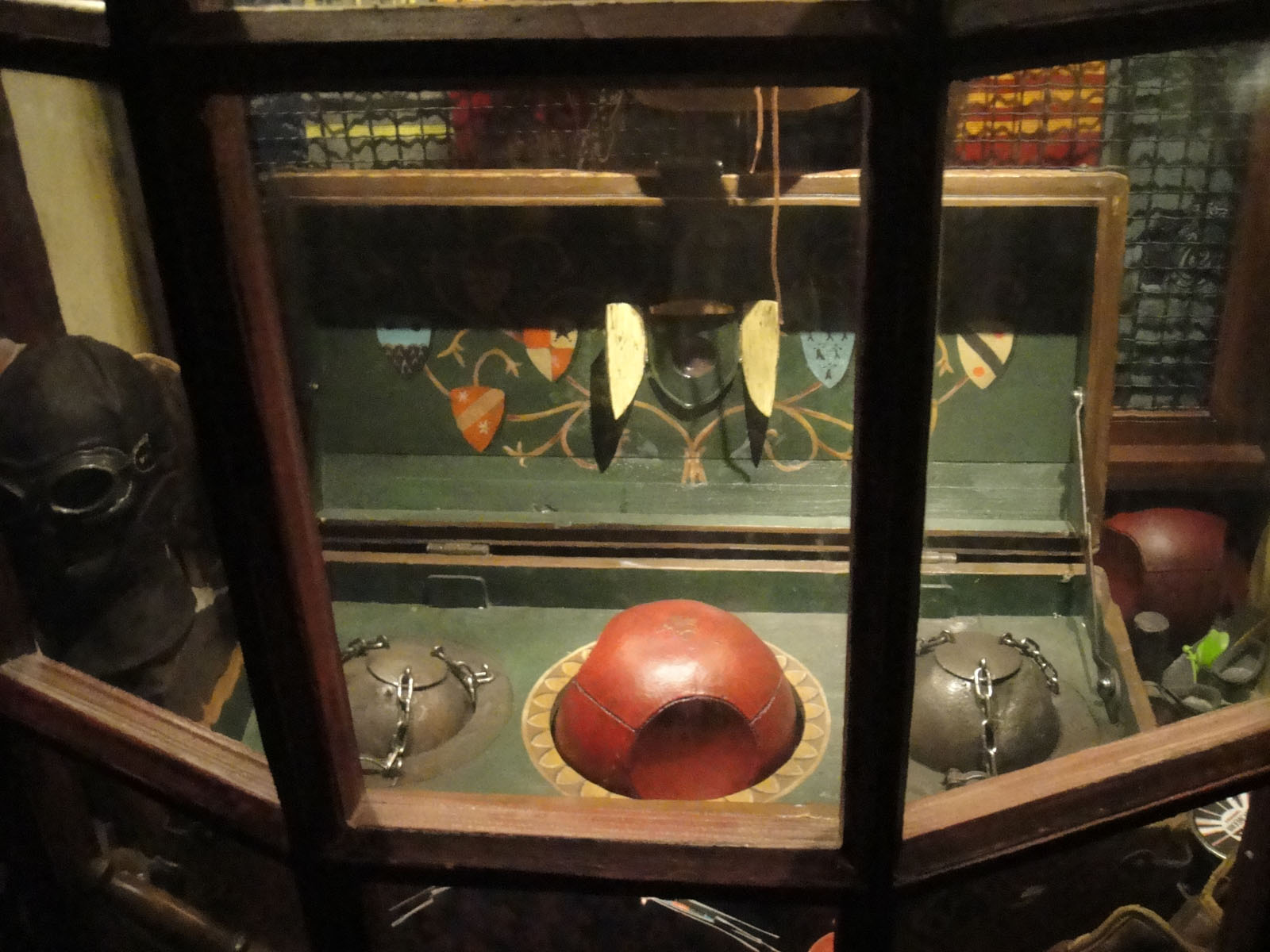
كرات لعبة الكويديش

## وسائل الإعلام السحرية

### النبي اليومي
هي الصحيفة اليومية الأكثر شيوعا وقراءة عند السحرة، وتحتوي على صور متحركة بدل من ثابتة والكتابة فيها تكون بخط سحري، وتهتم هذه الصحيفة بارتفاع نسبة المبيعات أكثر من النزاهة ودقة وحقيقة المقالات الصحفية، لا تتضمن النزاهة الصحفية أو الحياد، وتصفها ريتا سكيتر بجملة «النبي هنا ليبيع نفسه!».
توجد العديد من وسائل الإعلام الأخرى في عالم هاري بوتر مثل محطة راديو السحرة أو كما يسمى «الإذاعة» وغيرها الكثير.

## المأكولات في عالم هاري بوتر
أغلب الطعام في عالم هاري بوتر يتكون من الحلوى والاكلات والمشروبات المشتقة منها وكذلك الفواكه والخضروات دون أعداد وجبات منها، ويشبه الطعام هناك الطعام الذي يأكل في يوم الهالووين، حيث يتم أستخدام اليقطين بشكل رئيسي ومكثف بنفس الطريقة المستخدمة في يوم الهالووين.